# Waldenburg BL
| BL ist das Kürzel für den Kanton Basel-Landschaft in der Schweiz. Es wird verwendet, um Verwechslungen mit anderen Einträgen des Namens Waldenburg zu vermeiden. |

Waldenburg (in der schweizerdeutschen Ortsmundart Wolbe(r)g, regional auch Waldebu(r)g) ist eine Einwohnergemeinde und Hauptort des gleichnamigen Bezirks des Schweizer Kantons Basel-Landschaft.

## Geographie

Historisches Luftbild von Werner Friedli von 1949

Waldenburg liegt am oberen Ende des vorderen Frenkentals (auch Waldenburgertal genannt).
Die höchste Erhebung des Kantons Basel-Landschaft liegt auf Waldenburger Gebiet. Es ist die Hinteri Egg mit 1168 m ü. M.
Waldenburg grenzt an die Baselbieter Gemeinden Reigoldswil und Liedertswil im Westen, Oberdorf im Norden und Osten und Langenbruck im Osten und Süden. Im Süden und Südwesten verläuft mit der Grenze zur Gemeinde Mümliswil-Ramiswil auch die Kantonsgrenze zwischen Basel-Landschaft und Solothurn.

## Geschichte

Blick von einer Anhöhe auf den Ortskern mit Kirche und Schulhaus, 1931

Archäologische Funde deuten darauf hin, dass bereits die Römer im Gebiet der späteren Gemeinde einen Wehrbau zur Sicherung der Oberen Hauensteinstrasse besassen. Im Mittelalter gehörte das Gebiet zu Onoldswil, das im Besitz von elsässischen Mönchen war. Als der Gotthardpass eröffnet wurde, gründete Hermann von Frohburg das Städtlein Waldenburg, das 1366 in den Besitz des Bischofs und 1400 an die Stadt Basel gelangte. 1833 wurde Waldenburg Bezirkshauptort im neu gegründeten Kanton Basel-Landschaft.

## Herkunft des Namens
Waldenburg wurde 1244 zum ersten Mal urkundlich als Waldenburch erwähnt.
Der Name wird verschieden gedeutet. Er könnte auf Wal(h)enburg zurückgehen, also «Burg der Walchen bzw. der Welschen». Eine andere Möglichkeit ist eine Zusammensetzung mit dem althochdeutschen Personennamen Waldo. Das Lexikon der schweizerischen Gemeindenamen neigt aufgrund des Erstbelegs zur Erklärung «Waldo», die Redaktion des Baselbieter Namenbuchs zieht aufgrund der ortsmundartlichen Aussprache und der Häufigkeit von Wal(h)en-Namen im Baselbiet die erste Erklärung vor. Die Burgenkundler Jürg Tauber und Heinrich Boxler schliesslich deuten den Namen «Waldenburg» als Burg in den Wäldern. Die Form Walden- entspricht dem alten Dativ Plural, und Burgennamen sind oft dreisilbig. Der Burgherr hätte mit diesem Namen für seine Burg eine Bezeichnung gefunden, die nicht nur bezüglich der Lage der Burg in einem waldreichen Gebiet, sondern auch bezüglich des Klangs und des Rhythmus richtig war. Zudem lässt sich der Burgname «Waldenburg» auch als Prunk- oder Trutzname verstehen. Walden- wäre in dieser Deutung das substantivierte Verb Walten. Der Name liesse sich demnach auch deuten als Burg, von der aus das Umland beherrscht oder überwacht wird. Die Adligen spielten bei der Namengebung gern mit Mehrdeutigkeiten.

## Wappen
Seit 1926 hat Waldenburg ein offizielles Wappen. Es zeigt einen Adler mit gefeht blau-weiss gemusterten Federn, rotem Schnabel, roter Zunge und roten Krallen auf goldenem Schild. Es ist der Adler vom Schild der Grafen von Frohburg.

## Politik
Der Gemeinderat (Exekutive) besteht aus fünf Stimmberechtigten. Gemeindepräsidentin (2024–2028) ist seit 2024 Andrea Sulzer (Grüne, Stand 2025).
Bei den Schweizer Parlamentswahlen 2023 betrugen die Wähleranteile in Waldenburg: SVP 37,0 % (2019 41,9 %), SP 20,3 % (12,6 %), Grüne 12,7 % (18,5 %), FDP 12,6 % (13,8 %), Mitte 6,1 % (4,7 %), glp 4,8 % (4,0 %), EVP 2,5 % (4,5 %), EDU 0,7 % (–).

## Verkehr
Waldenburg liegt an der Hauptstrasse 12, die Liestal im Kanton Basel-Landschaft über den Oberen Hauenstein mit Balsthal im Kanton Solothurn verbindet.
Waldenburg ist die Endhaltestelle der Waldenburgerbahn, einer elektrifizierten, ursprünglich mit Dampf betriebenen 75-cm-Schmalspurbahn, welche bis April 2021 von Waldenburg zur Kantonshauptstadt Liestal führte und dann auf Meterspur umgebaut wurde. Seit dem 11. Dezember 2022 fährt sie auf neuen Geleisen im 15-Minuten-Takt nach Liestal.
Weiter gibt es eine Busverbindung nach Balsthal.

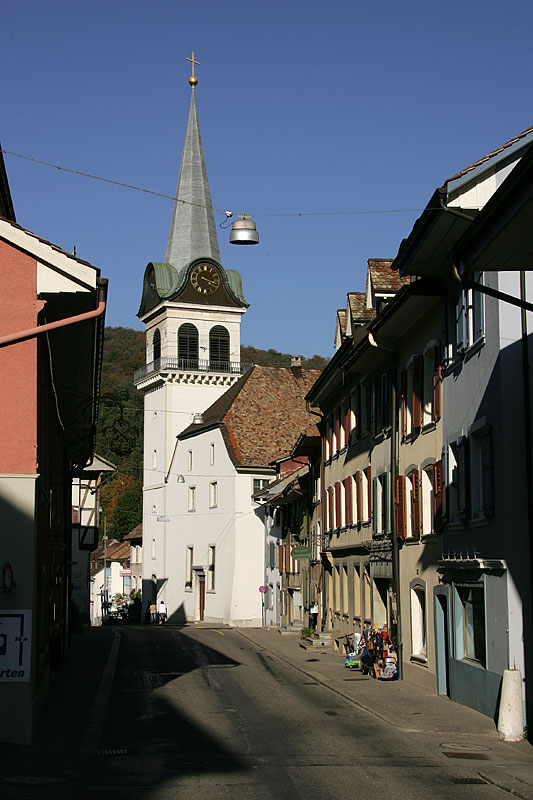
In Waldenburg
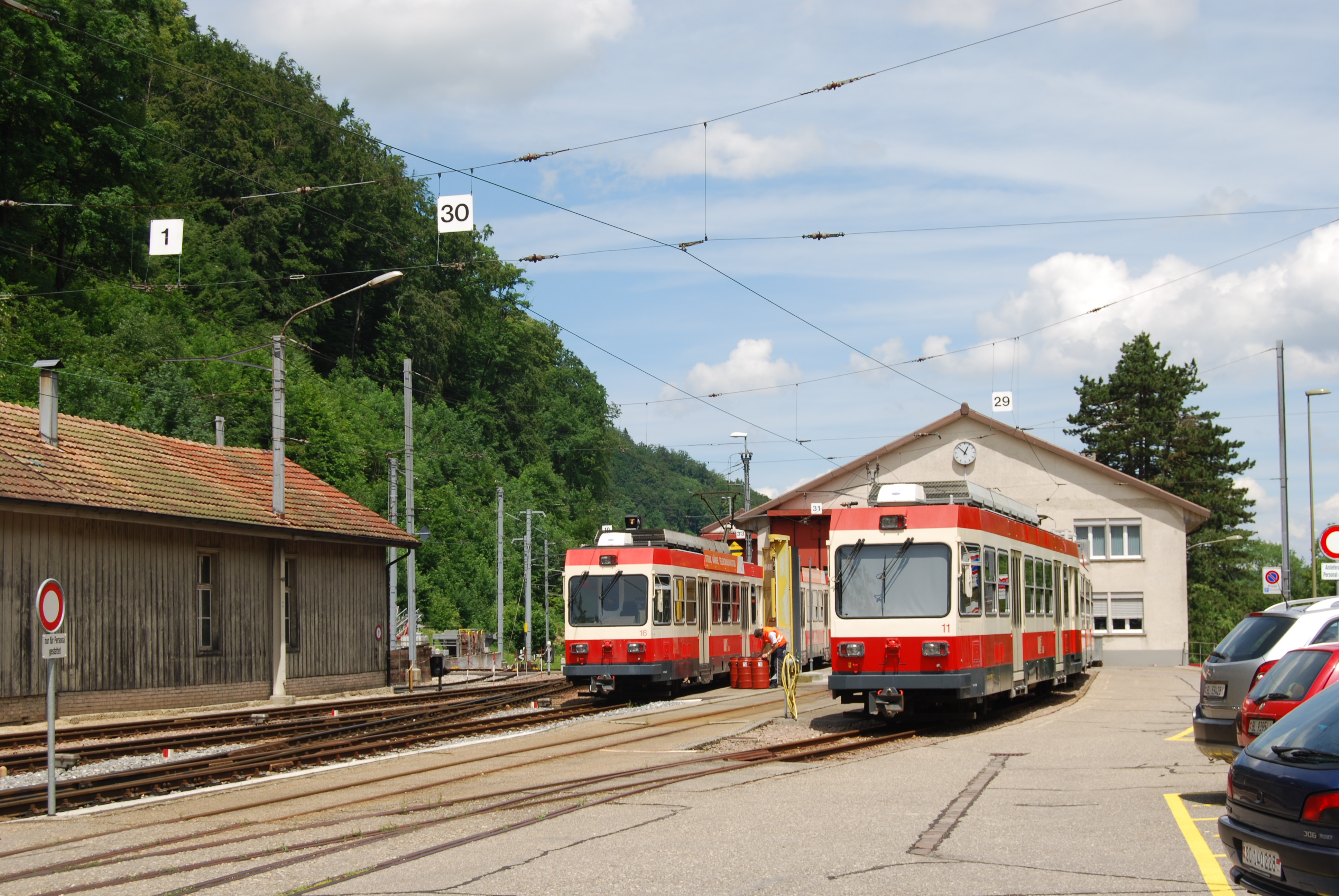
Bahnhof Waldenburg
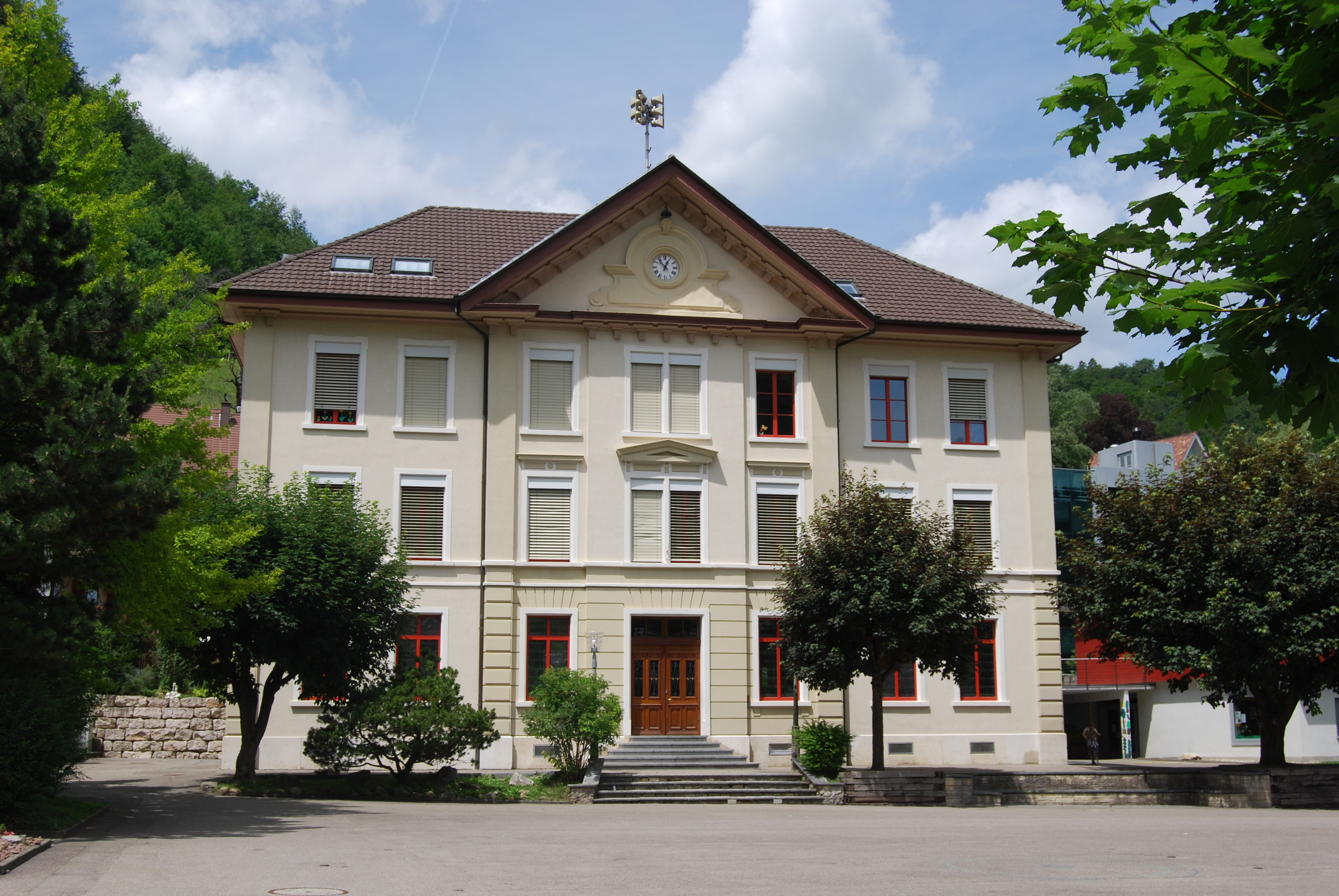
Schule

## Persönlichkeiten
- Emil Berger (* 1890 in Waldenburg; † 1979 in Sissach), Lehrer, Maler und Zeichner

## Sehenswürdigkeiten
- Die reformierte Pfarrkirche mit sehenswerten Glasscheiben von Jacques Düblin ist 1833–1842 durch Umbau des Kornhauses entstanden.

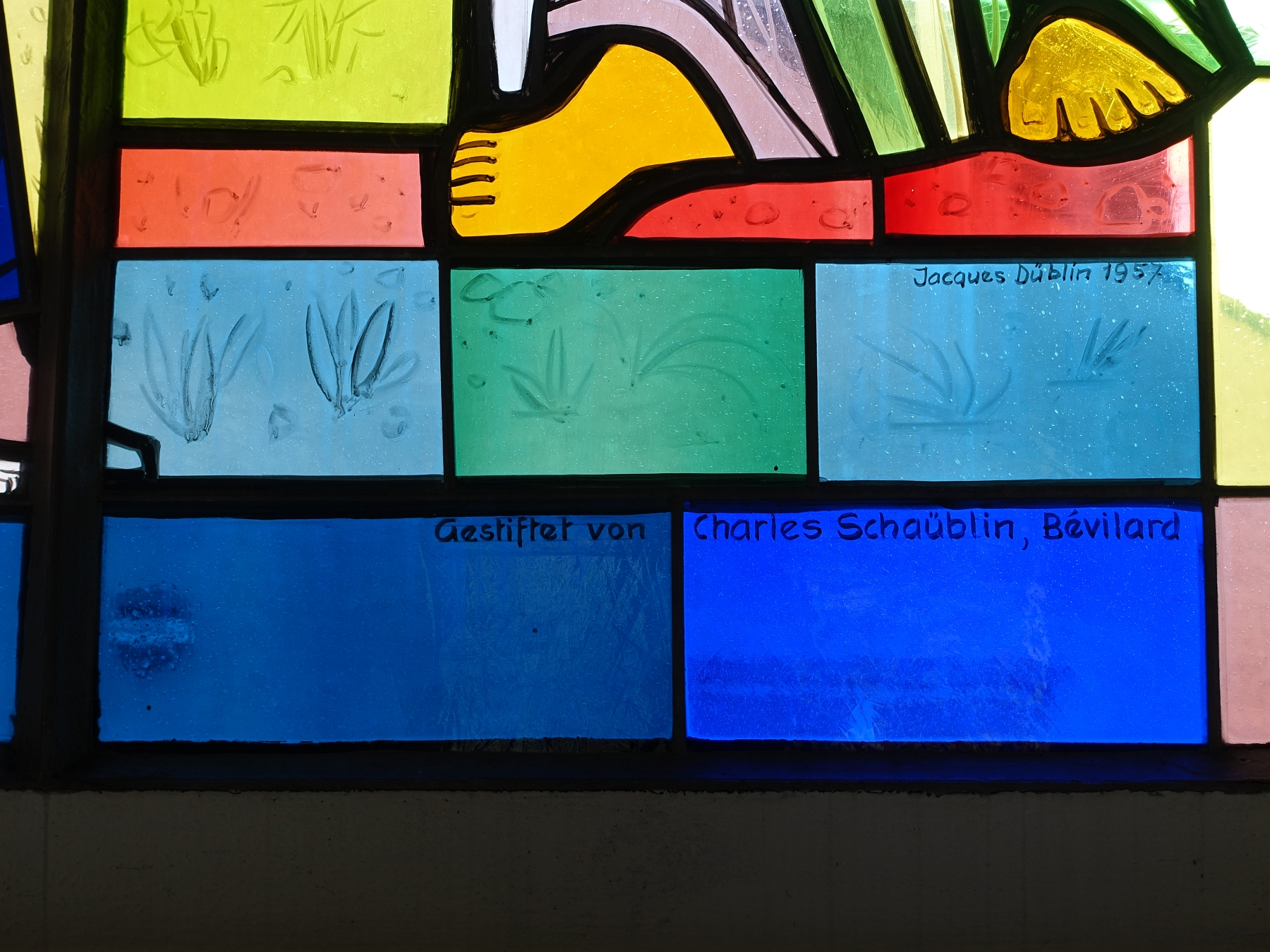
Kirchenfenster in der reformierten Kirche St. Peter, gespendet von Charles Schäublin
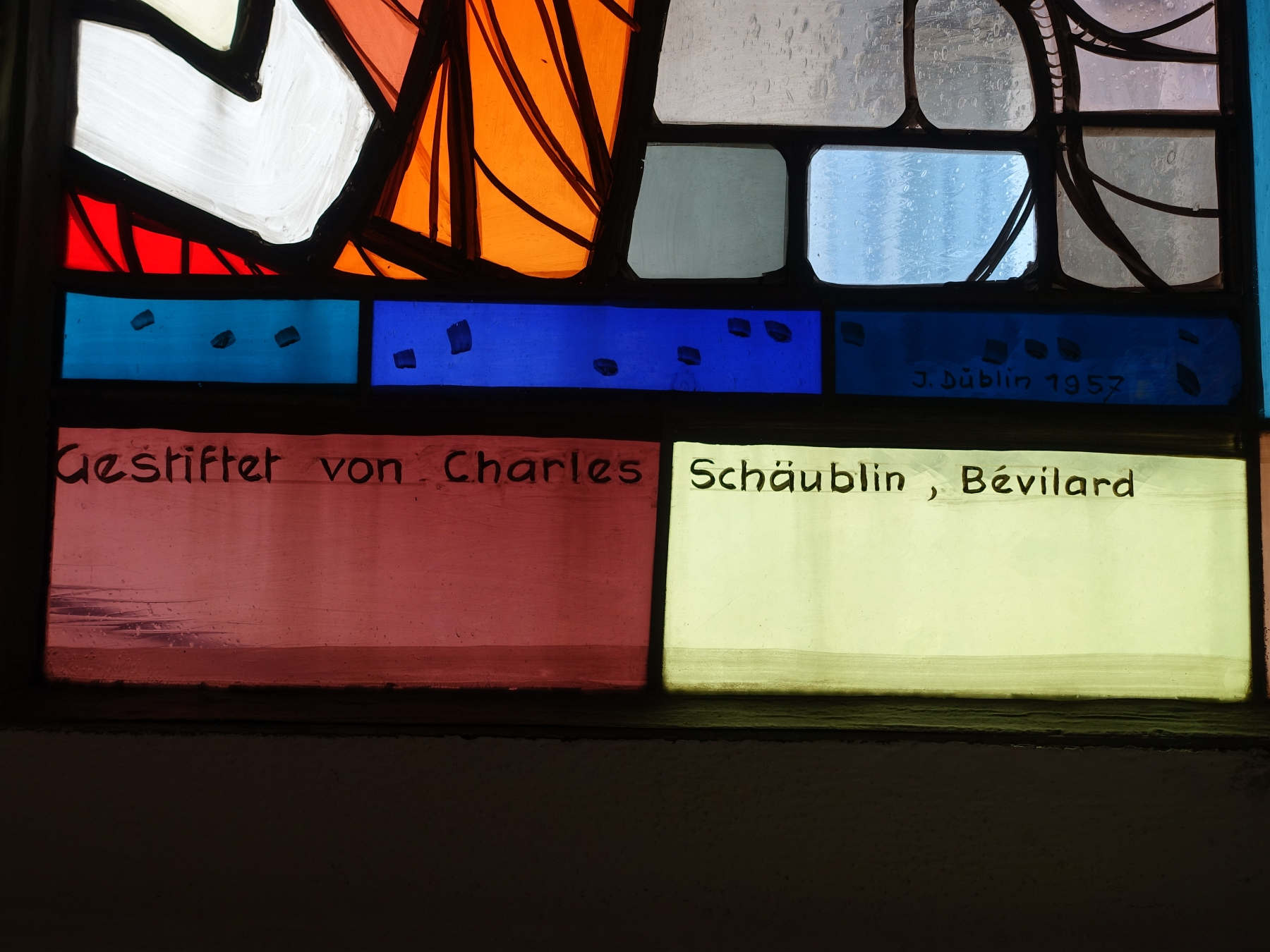

- Das spätgotische Pfarrhaus mit Deckenmalerei war vor 1573 Sitz eines adligen Herrn.
- Mittelalterlicher Stadtkern[9]
- Die Ruine Waldenburg war eine Festung der Frohburger; sie wurde 1798 eingeäschert.
- Eine Dampflokomotive aus dem Jahr 1902 vom Typ WB G 3/3, mit Rollmaterial aus der Gründerzeit, ist neben dem Restaurant «Talhaus» (Bubendorf BL) in einer 2018 neugebauten Remise untergestellt.[10]

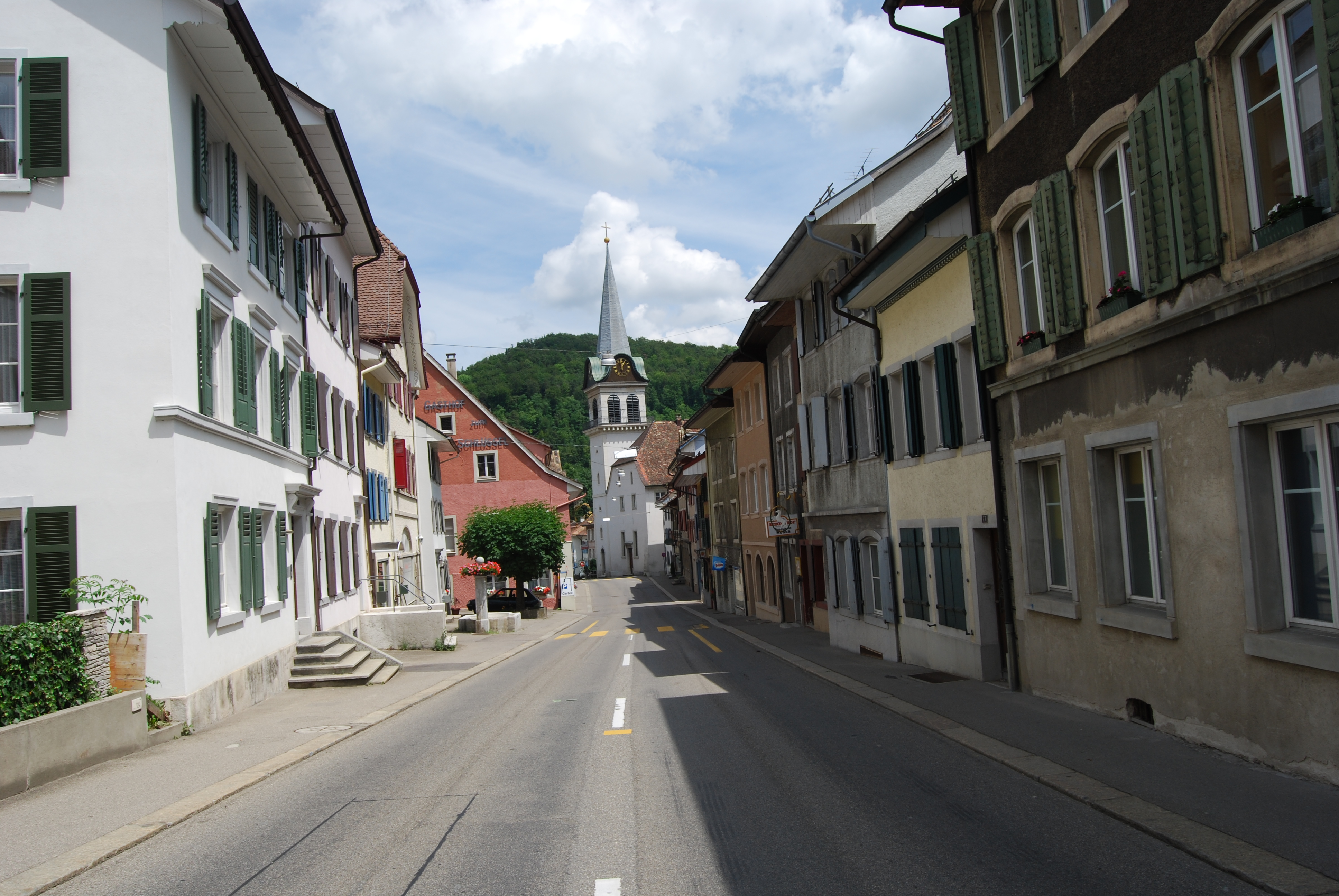
Altstadt mit Kirche
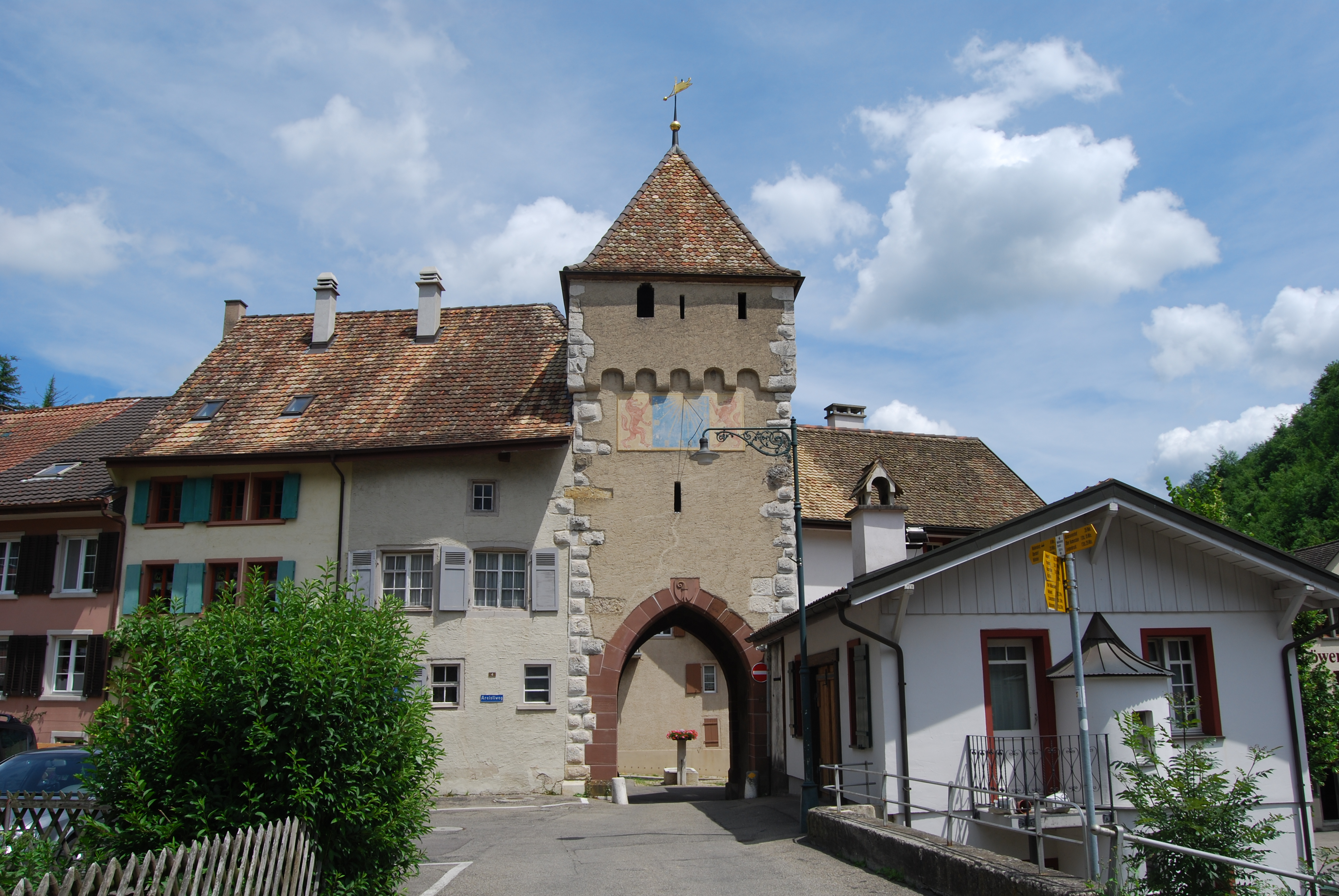
Oberes Stadttor
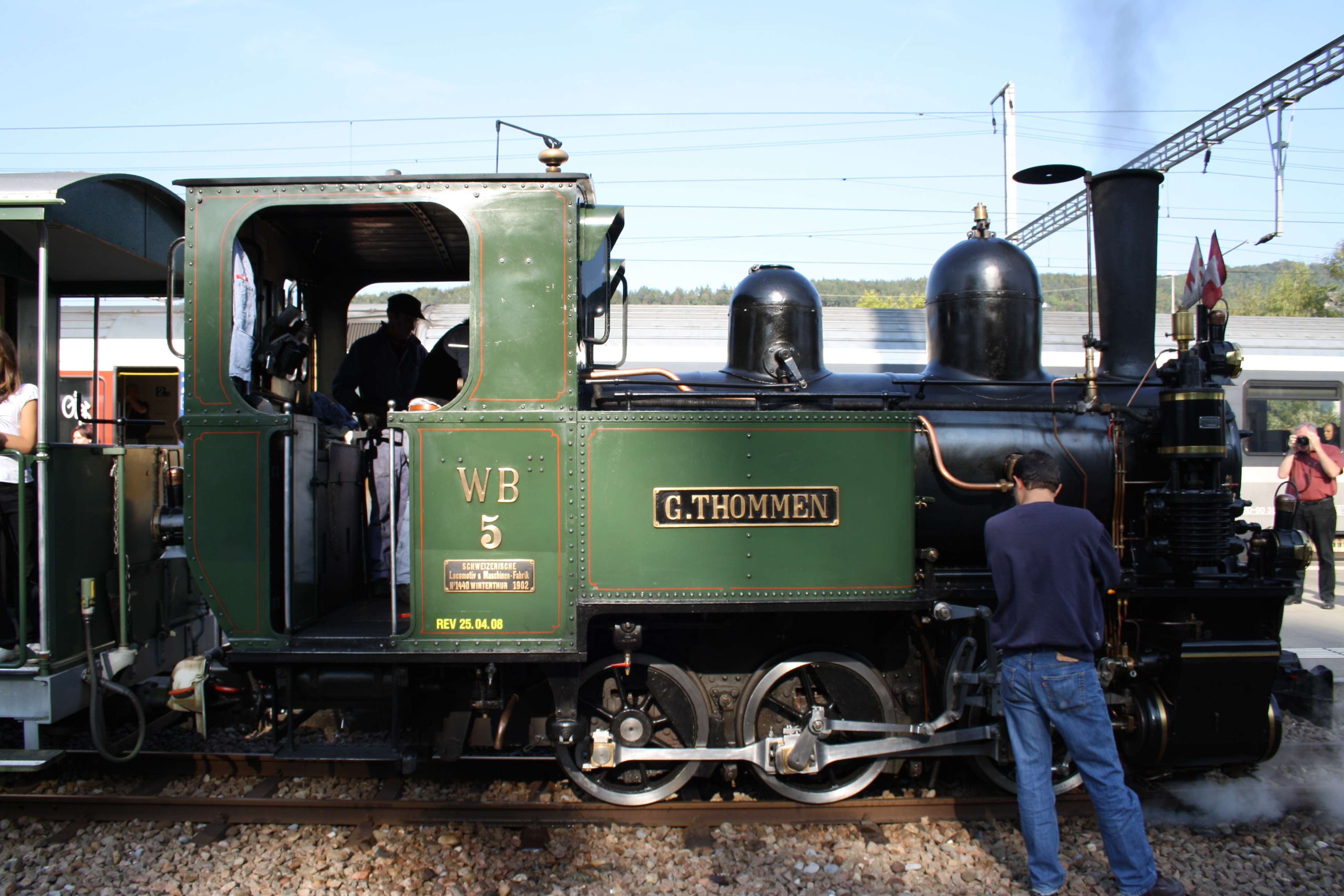
Waldenburgerli «Gedeon Thommen»
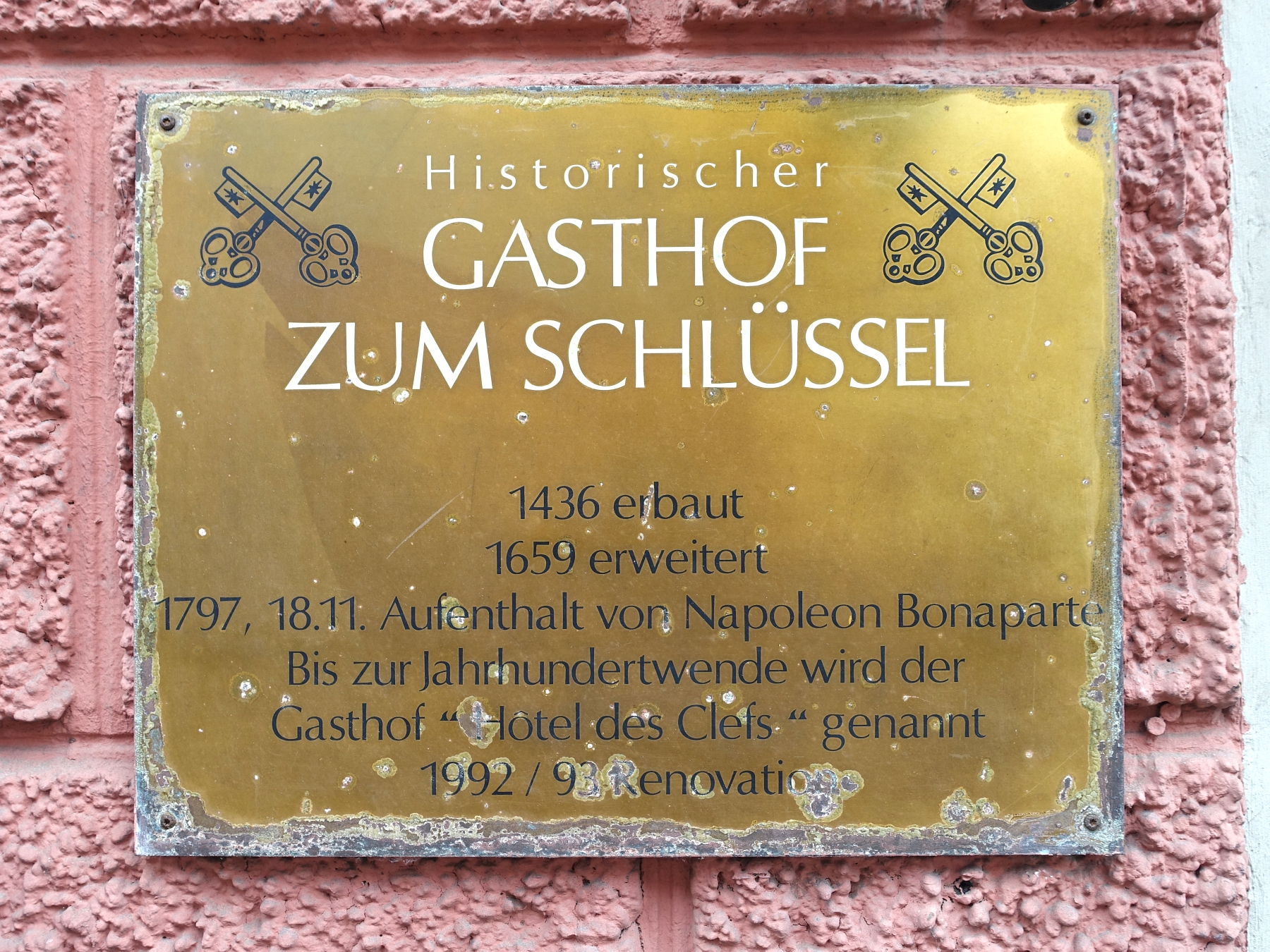
Im Gasthof «zum Schlüssel» hielt sich 1797 Napoleon Bonaparte auf.
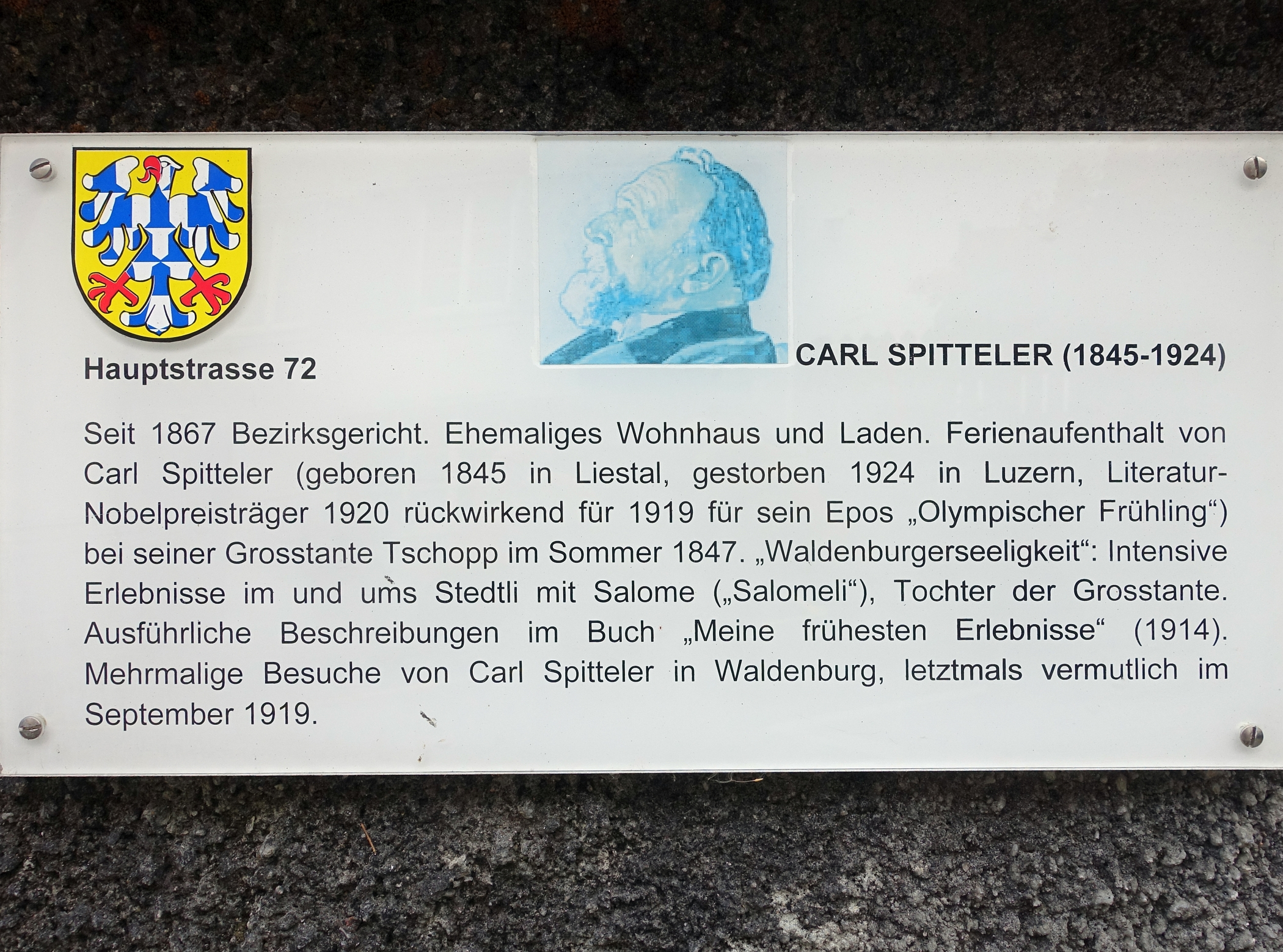
Carl Spitteler in Waldenburg